# HMS Brocklesby (L42)
Pour les autres navires du même nom, voir HMS Brocklesby.
Le HMS Brocklesby est un destroyer de classe Hunt de type I de la Royal Navy, qui participa aux opérations navales contre la Kriegsmarine (marine allemande) pendant la Seconde Guerre mondiale.

## Construction
Le Brocklesby est commandé le 4 septembre 1939  dans le cadre de programmation de 1939 pour le chantier naval de Cammell Laird à Birkenhead en Angleterre. La pose de la quille est effectuée le 18 novembre 1939, le Brocklesby est lancé le 30 septembre 1940 et mis en service le 9 mai 1941.
Il est parrainé par la communauté civile de Belper dans le Derbyshire, dans le cadre de la Warship Week (semaine des navires de guerre) en mars 1942.
Le Brocklesby faisait partie d'un lot de trois destroyers de classe Hunt qui étaient destinés à être de type II, mais ont été en fait achevés suivant la conception du type I. Ils devaient résoudre une pénurie de destroyers, notamment pour les tâches d’escorte. Ils devaient combiner le lourd armement anti-aérien des sloops de la classe Bittern avec une vitesse de 29 noeuds pour une liaison plus rapide avec la flotte.

## Histoire

### Seconde Guerre mondiale
À la mise en service, le Brocklesby rejoint la 15e flottille de destroyers basée à Portsmouth, escortant des convois côtiers dans la Manche. Le 20 mars 1942, il escorte un convoi au large de Trevose Head, dans les Cornouailles, lorsque le convoi est attaqué par des avions allemands, le Brocklesby affirme que deux sont abattus. Le 28 mars, il prend part au raid de Saint-Nazaire. Le Brocklesby, ainsi que les sister-ships Atherstone, Cleveland et Tynedale couvrent le retour des bateaux transportant les troupes, affirmant qu'un bombardier allemand Junkers Ju 88 est abattu. Le 19 août 1942, il participe au raid de Dieppe. Il tire pour couvrir le débarquement et est touché à plusieurs reprises par des obus provenant de batteries côtières allemandes, qui endommagent les moteurs du Brocklesby, il s'échoue mais les réparations dans l'urgence lui permettent de se dégager. Les réparations nécessitent six semaines.
Dans la nuit du 13 au 14 octobre 1942, le croiseur auxiliaire allemand Komet tente de pénétrer dans l'Atlantique par la Manche, escorté par des torpilleurs et des dragueurs de mines. Le Brocklesby fait partie de l'un des deux groupes déployés pour intercepter le Komet. Après que le Komet est coulé par la vedette-torpilleur MTB 326, qui fait partie de l'autre groupe, le Brocklesby engage l'escorte du Komet avant de rompre le combat après avoir été pris pour cible par l'artillerie allemande. Le Brocklesby poursuit ses opérations d'escorte de convoi et d'offensive contre la marine allemande et est impliqué dans un engagement peu concluant avec un convoi de l'ennemi le 1er novembre 1942. Dans la nuit du 11 au 12 décembre, le Brocklesby et les destroyers Albrighton, Eskdale, Vesper, Whitshed et Worcester attaquent un convoi allemand au large de Dieppe. L’Eskdale torpille et coule un Sperrbrecher, alors que tous les navires britanniques sont endommagés. Le Brocklesby est touché par des éclats qui tuent un membre d'équipage.
En février 1943, il va pour la Méditerranée et effectue des tâches d'escorte de convoi près de Gibraltar et dans l'ouest de la Méditerranée. En juillet 1943, le Brocklesby participe à l'opération Husky, l'invasion de la Sicile par les alliés, escortant des convois et, le 12 juillet, conduit l'amiral Ramsay et les généraux Eisenhower et Montgomery lors d'une inspection des plages. Le 4 août 1943, le Brocklesby escorte le monitor Roberts près de Taormine dans le but de ralentir l'évacuation des forces allemandes vers Messine. Le 15 août, le Brocklesby, avec les canonnières Aphis et Soemba bombardent des cibles au sud de Messine. Le 9 septembre 1943, le Brocklesby prend part à l'opération Avalanche, le débarquement allié à Salerne, en Italie.
En octobre 1943, il est muté dans l'Adriatique où il mène des opérations de bombardement et de fourniture pour les partisans, en plus de ses tâches habituelles d'escorte de convoi et de patrouille. Dans la nuit du 22 au 23 août 1944, le Brocklesby s'en prend à des vedettes-torpilleurs ennemies lors de l'attaque d'Ancône. Dans la nuit du 13 au 14 novembre, lui et le Wheatland bombardent le port de Bar, dans le Monténégro. Le 3 décembre 1944, il participe au bombardement d'une base pour des bateaux bourrés d'explosifs sur l'île de Mali Lošinj. Il rentre au Royaume-Uni pour exercer des fonctions dans la Manche début 1945.

### Après guerre
Le Brocklesby et le Southdown sont envoyés à Wilhelmshaven immédiatement après la fin de la guerre pour assurer la présence britannique. Il est ensuite converti en navire d'entraînement à la formation d'objectifs aériens, son armement est retiré, servant à Rosyth et à Portsmouth avant d'être placée en réserve à Portsmouth en mai 1946. Il est réduit à la catégorie C ou à la réserve élargie après 1948, où il n'est pas obligé de faire un service opérationnel, mais est préservé pour une utilisation future.
Le Brocklesby est réaménagé à Devonport entre 1951 et 1952 et est converti en un navire d’essai pour des opérations anti-sous-marins. Il est rattaché à la 2e escadre d'entraînement, bien qu'il mène principalement des essais pour le compte des établissements de détection sous-marine de Portland ou de Gibraltar. En 1953, il participe à la revue du couronnement de la flotte afin de célébrer le couronnement de la reine Élisabeth II. Les systèmes testés par le Brocklesby sont le sonar de coque basse fréquence de type 177, qui équipe plus tard les frégates de classe Leander, ainsi que le sonar à profondeur variable de type 192. Il manque de chavirer lors des essais avec le Type 192, lorsque le transducteur de sonar heurte un rocher lors du remorquage.
Le 22 juin 1963, il sort pour la dernière fois. Le Brocklesby est finalement vendu à BISCO qui attribue son démantèlement à Shipbreaking Industries  le 21 octobre 1968 et arrive à Faslane le 23 octobre pour y être démoli.
Il était le dernier de la classe Hunt en service de la Royal Navy.

### Honneurs de bataille
- Manche 1942-43
- Dieppe 1942
- Sicile 1943
- Salerne 1943
- Atlantique 1943
- Adriatique 1944